# Kyla Cole
Kyla Cole (Prešov, 10 novembre 1978) è una modella, attrice e conduttrice televisiva slovacca; cecoslovacca fino al 31 dicembre 1992.

## Biografia
Kyla Cole, nata a Prešov, nella regione di Prešov, allora in Cecoslovacchia (ora in Slovacchia) diventò Penthouse Pet of the Month nel marzo 2000; da allora è apparsa su molte copertine di riviste per adulti, in tutto il mondo, interpretando anche diversi film porno col regista Andrew Blake.
Dall'agosto 2003 all'aprile 2004 ha condotto uno show settimanale Láskanie, sulla televisione commerciale slovacca Markíza.
Nel 2005 ha girato nelle Filippine un film d'azione dal titolo Rumble Boy, che è poi uscito nel 2007.
Nel 2006 viene scelta dalla Cypron Studios per il videogioco GODS: Land of Infinity come eroina nei panni di Vivien; l'anno successivo ne esce una Special Edition.
Ha svolto attività di volontariato, collaborando con un orfanotrofio a Šarišské Michaľany, in Slovacchia dal 2004 al 2005.
In un'intervista ha smentito di essere bisessuale, confessando che è stata un'abile azione di marketing.

## Filmografia
- Blondes and Brunettes (2001)
- Exhibitionists (2001)
- Penthouse - Pets in Paradise (2001)
- Penthouse - Pet of the Year Play-Off (2002)
- The Villa (2002)
- Mystique's Hottest Women On Earth (2004)
- Mystique's Sexiest Women On Earth (2004)
- Mystical Sirens (2005)
- Rumble boy (2007)